# Neuhaus (Sassenburg)

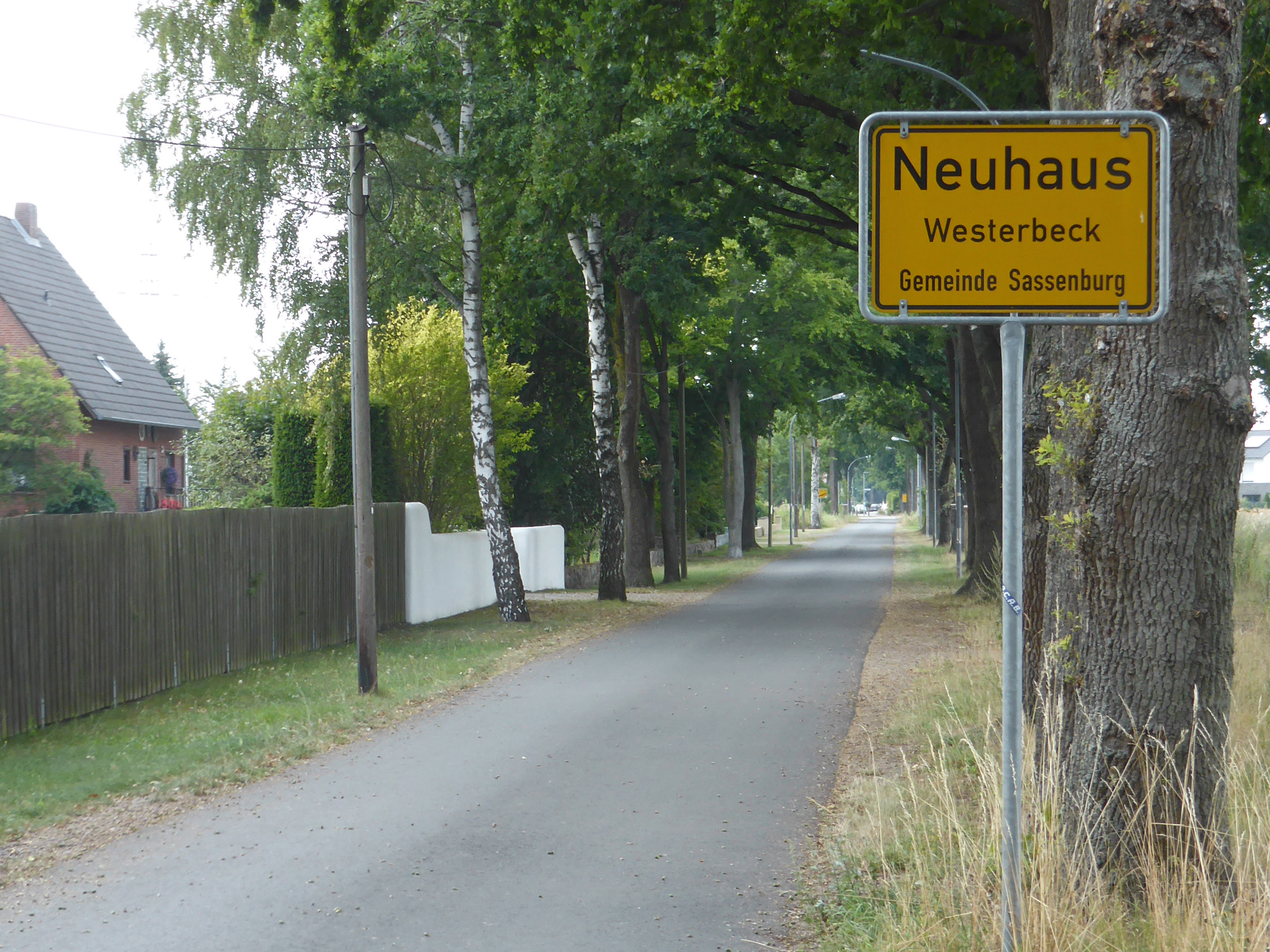
Ortsschild

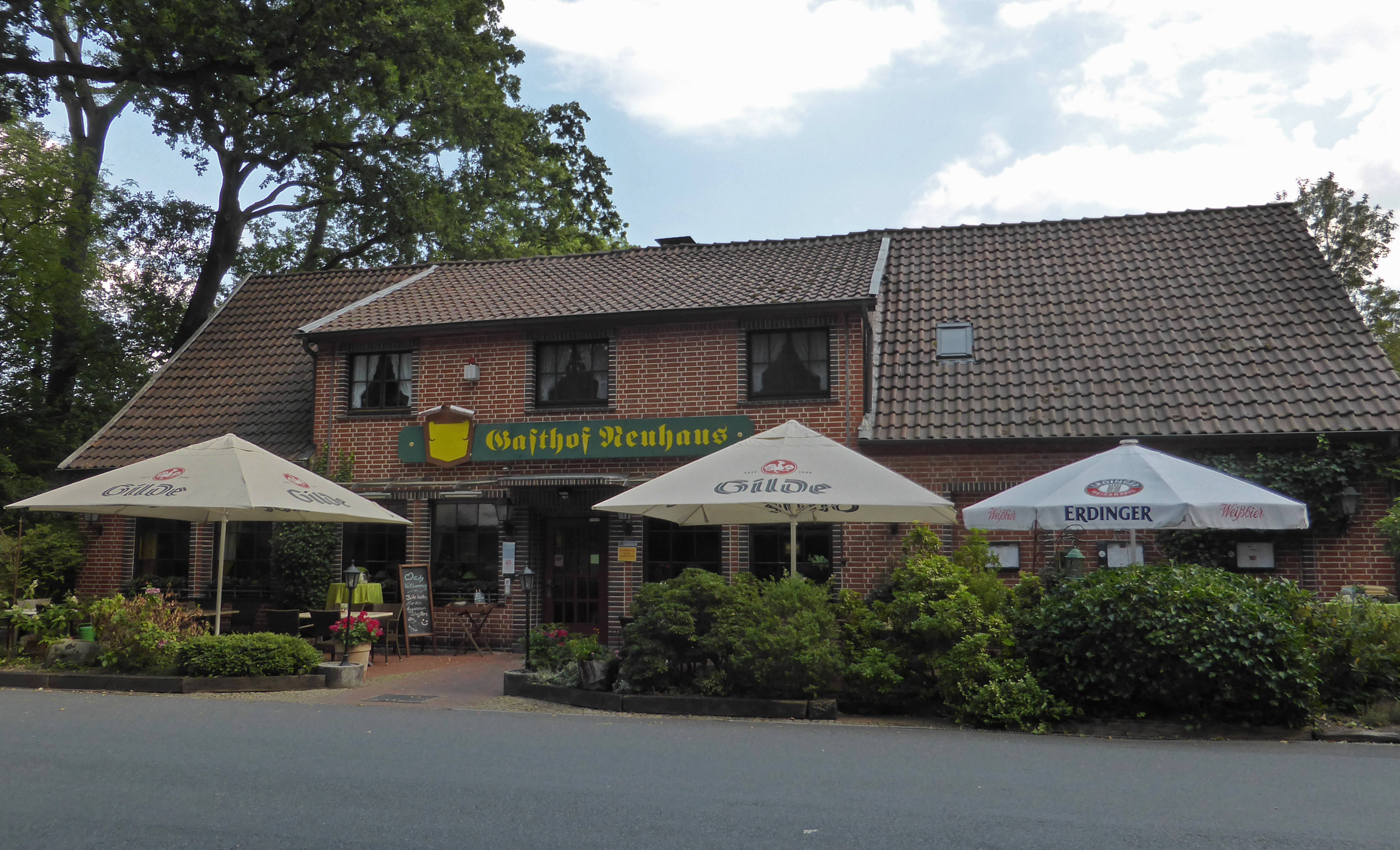
Gasthof

Neuhaus (ⓘ) ist ein Wohnplatz von Westerbeck, einem Ortsteil der Gemeinde Sassenburg im Landkreis Gifhorn in Niedersachsen.

## Geschichte
Neuhaus geht auf ein Mohrhaus zurück. 1838 wurde im Moorvogthaus am Schiffgraben ein Gasthof eingerichtet, für den 1860 das heute noch bestehende Gebäude errichtet wurde, welches als Gasthof Neuhaus betrieben wird. Später wurde Neuhaus um eine nördlich der Bundesstraße 188 gelegene Siedlung erweitert.
Am 1. März 1974 wurde Westerbeck mit Neuhaus in die neue Gemeinde Sassenburg eingegliedert.

## Verkehrsanbindung
Durch Neuhaus führt die Bundesstraße 188, die in diesem Bereich Dannenbüttel und Gifhorn verbindet. Buslinien führen von Neuhaus bis nach Gifhorn und Wolfsburg.

## Trivia
1963 erwarb der CSU-Politiker Franz Josef Strauß in Neuhaus seinen Jagdschein.